# 516
516 (DXVI, na numeração romana) foi um ano bissexto do século VI do Calendário Juliano, da Era de Cristo, teve início a uma Sexta-feira e terminou a um Sábado, e as suas letras dominicais foram C e B (52 semanas).
| Ano completo                          |
| ------------------------------------- |
| Ano bissexto com início à sexta-feira |

## Nascimentos
- Atalarico

## Mortes
- Gondebaldo, rei dos Burgúndios